# 把瑠都凱斗
把瑠都凱斗（1984年11月5日—），原名凱多·赫韋爾松，瑞典裔愛沙尼亞人，是愛沙尼亞出身的前大相撲力士和前國會議員，他所屬相撲部屋是三保ヶ関部屋。他身高1.99米，重183公斤，最高位置是東大關。他是日本有史以來唯二的愛沙尼亞人力士之一和第二個歐洲人大關，而他的四股名「把瑠都」來自家鄉所面對的波羅的海的日語同音漢字。

## 相撲生涯
在2004年5月開始專業相撲短短兩年後，把瑠都凱斗進入了幕內級別。在2007年受到一系列傷病困擾，推遲了他的昇進之後，他在2008年11月達到了第三高位關脇，並在2010年3月的比賽以14-1的比分晉升為大關。
他在2012年1月的錦標賽中獲得優勝之前曾四次得亞軍。在他的職業生涯中，曾7次得到三賞。他在2012年底因傷病問題而失去了大關的排名，並在退出2013年5月的比賽后大幅下降，他在同年9月宣布引退。

## 退役後
退役后，把瑠都參與了幾個不同的商業企業，包括度假住宿、養牛、車輛維修和保養、飲料銷售和旅遊。

### 政治生涯
2019年3月，把瑠都代表中間左派的中間黨參選愛沙尼亞國會議員。雖然當初他以642票屈居第二落選，但後來因為該議席的當選人宣佈放棄其議席，把瑠都因而替補成為國會議員。2023年，把瑠都再次參選國會議員，結果落敗。

## 個人生活
他於2009年結婚，他的妻子埃琳娜·特雷古博娃，符拉迪沃斯托克人，是一家俄羅斯餐館老闆的女兒。這對夫婦在日本結婚。2017年1月，他們家生了一個兒子。
除了他的母語愛沙尼亞語外，把瑠都還會說日語、俄語、英語和德語。

## 荣誉

### 爱沙尼亚勋章奖章
- 三等白星勋章（英语：Order of the White Star）（2012年2月1日批准，2012年5月30日颁发[4]）